# Indonesiska köket

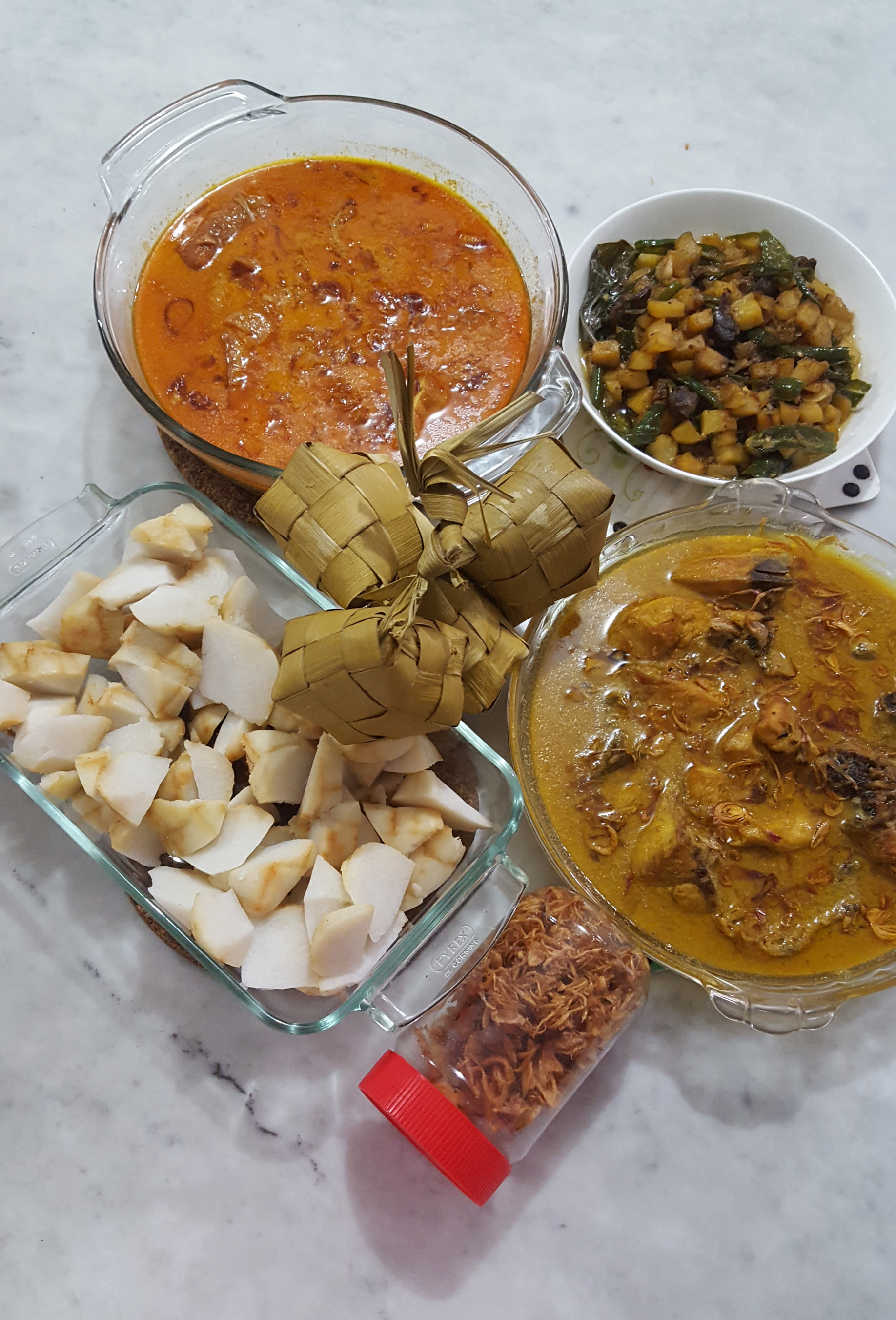
Opor ayam (curry style), gulai, ketupat, tärnad potatis med kryddor och stekta schalottenlökar serverade under Lebaran (Eid al-Fitr) i Indonesien.

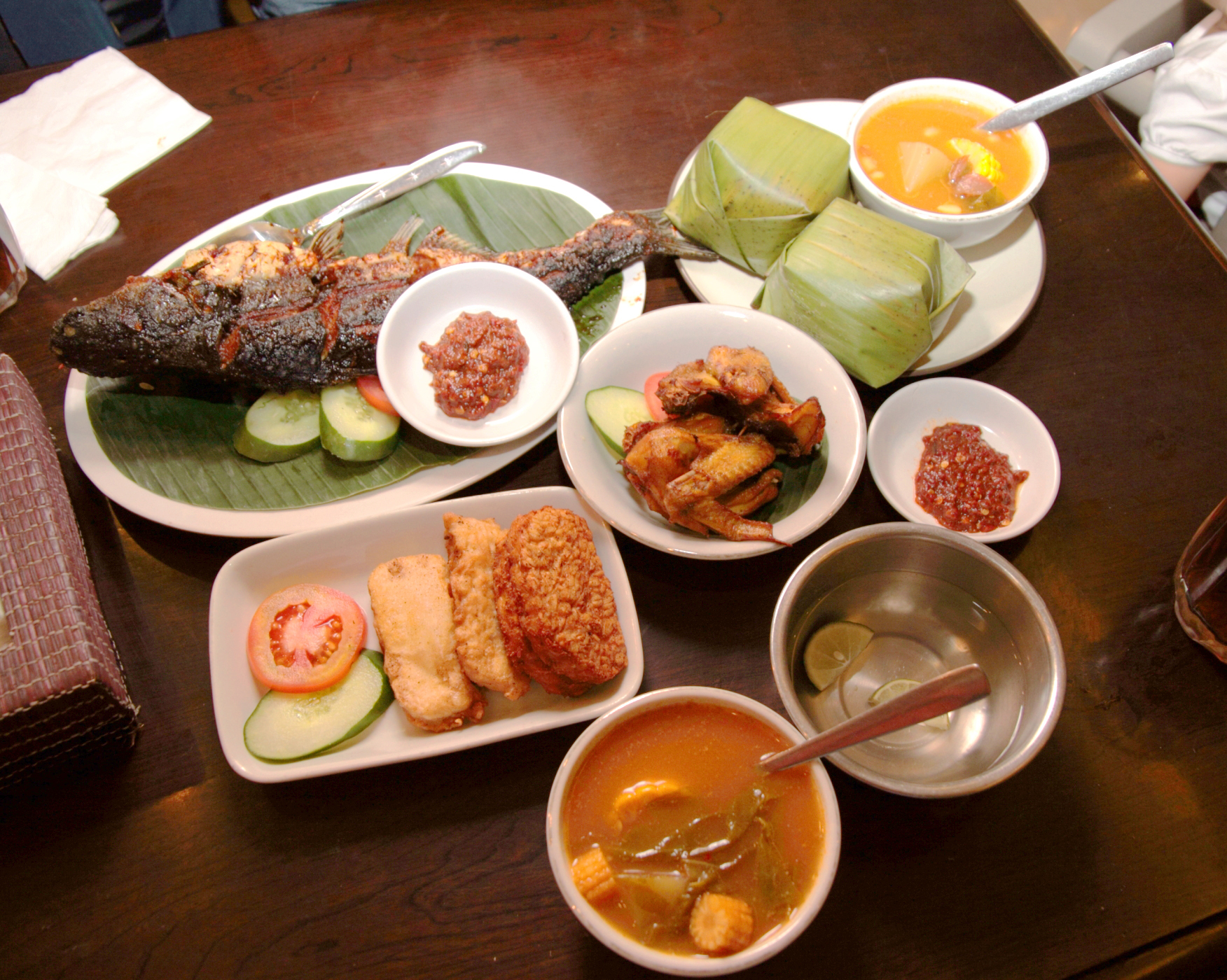
Exempel på indonesisk, sundanesisk mat; ikan bakar (grillad fisk), nasi timbel (ris insvept i bananblad), ayam goreng (stekt kyckling), sambal, stekt tempeh, tofu och sayur asem; skålen med vatten och lime är kobokan.

Det indonesiska köket består av ett antal regionala kulinariska traditioner, som har uppstått i önationen Indonesien. Det finns ett brett utbud av recept och kök, delvis beroende på att Indonesien består av cirka 6 000 befolkade öar av totalt 17 508 i världens största arkipelag med mer än 300 folkgrupper. Många regionala kök finns, ofta baserade på inhemsk kultur, och några med inspiration från utlandet. Indonesien har cirka 5 350 traditionella recept, och 30 av dem är de allra viktigaste.
Det indonesiska köket varierar mycket efter region och har påverkats från många håll.
Indonesisk mat innehåller ofta komplexa smakupplevelser, erhållna från vissa ingredienser och   bumbu  kryddblandning. Indonesiska rätter har rika smaker; oftast beskrivs de som salta, heta och kryddiga, och även en kombination av grundläggande grundsmaker som  söt, salt, sur och bitter. De flesta indonesier föredrar het och kryddig mat, och därför är sambal, en indonesisk varm och kryddig chilisås med räkspasta, ett viktigt tillbehör vid alla indonesiska bord. 
De sju huvudsakliga indonesiska matlagningsmetoderna är stekning, grillning, ugnsstekning, torr ugnsstekning, sautering, kokning och ångning.

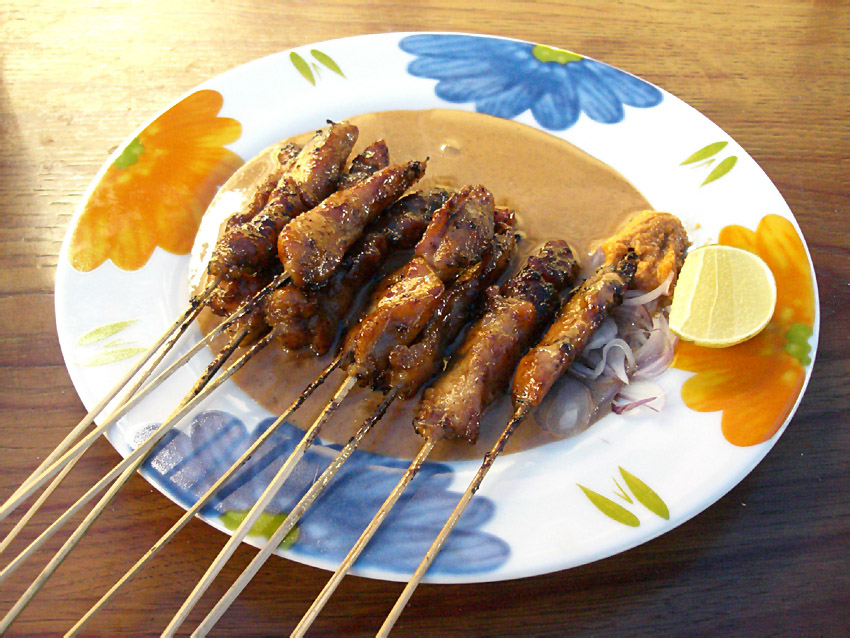
Indonesien är hemland för sate; en av landets mest populära rätter. Det finns många varianter runt om i landet.

Några populära indonesiska rätter, som nasi goreng, gado-gado, satay, och soto, finns överallt i landet och anses vara nationalrätter. Men den officiella nationalrätten är tumpeng, som 2014 valdes av Indonesian Ministry of Tourism and Creative Economy som en rätt som visar mångfalden inom Indonesiens mattraditioner. Men senare under 2018 valde samma ministerium 5 nationalrätter för Indonesien; de är soto, rendang, satay, nasi goreng och gado-gado.

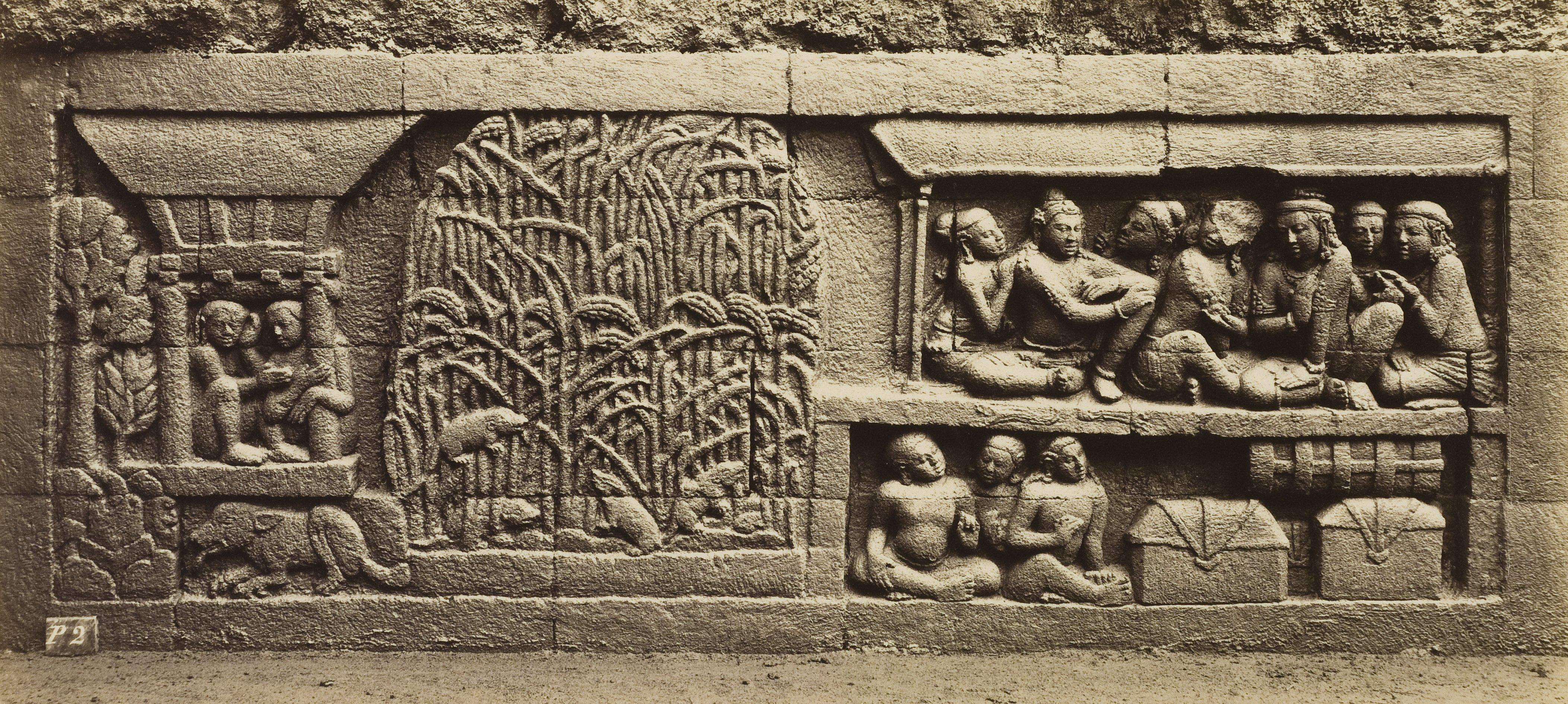
En relief från Karmawibhanga, från 800-talets Borobudur, beskriver hur rislador och risplantor hade drabbats av musinvasion. Risodling har en lång historia i Indonesien.

## Historia
Det indonesiska köket har en lång historia - även om det mesta av den inte är väl dokumenterat. Man får förlita sig starkt på lokal praxis och muntliga traditioner. Ett bra exempel utgör emellertid det javanesiska köket, som har en ganska väldokumenterad kulinarisk tradition. Mångfalden i det indonesiska köket sträcker sig från forntida bakar batu eller stengrillad jams och vildsvin, som används i den papuanska mathållningen i västra Nya Guinea, till sofistikerade moderna indonesiska kök. Den etniska mångfalden i den indonesiska övärlden bildar en eklektisk kombination - man har blandat lokala javanesiska, sundanesiska, balinesiska, minganesiska, malajiska och andra inhemska mattraditioner, under århundraden av kontakter med indiska köpmän, kinesiska invandrare och holländska kolonister.
Bland drycker från äldre tider räknar man med  nalaka rasa (sockerrörssaft), jati wangi (jasmindryck) och kinca (tamarindjuice). Också olika  kuluban  (kokta grönsaker som serveras med kryddor, liknande dagens  urap) och  phalamula  (kokt skinka och rotknölar serverade med palmsocker).  Andra grönsaksrätter från äldre tid är
rumwah-rumwah (lalap), dudutan  (råa grönsaker) och tetis.
Flera maträtter nämns i olika javanesiska skrifter från 900-talet till 1400-talet. En del av dessa rätter liknar dagens javanska livsmedel. Bland annat finns pecel, pindang, rarawwan (rawon),
rurujak (rujak), kurupuk (räkchips), sötsaker som wajik och dodol, och även drycker som dawet.
I ett sundanesiskt manuskript från 1500-talet, Sanghyang Siksa Kandang Karesian, nämns de vanliga smakerna från den tiden och inkluderar: lawana (salt), kaduka (varmt och kryddigt), tritka (bittert), amba (surt), kasaya (välsmakande) och madura (sött).

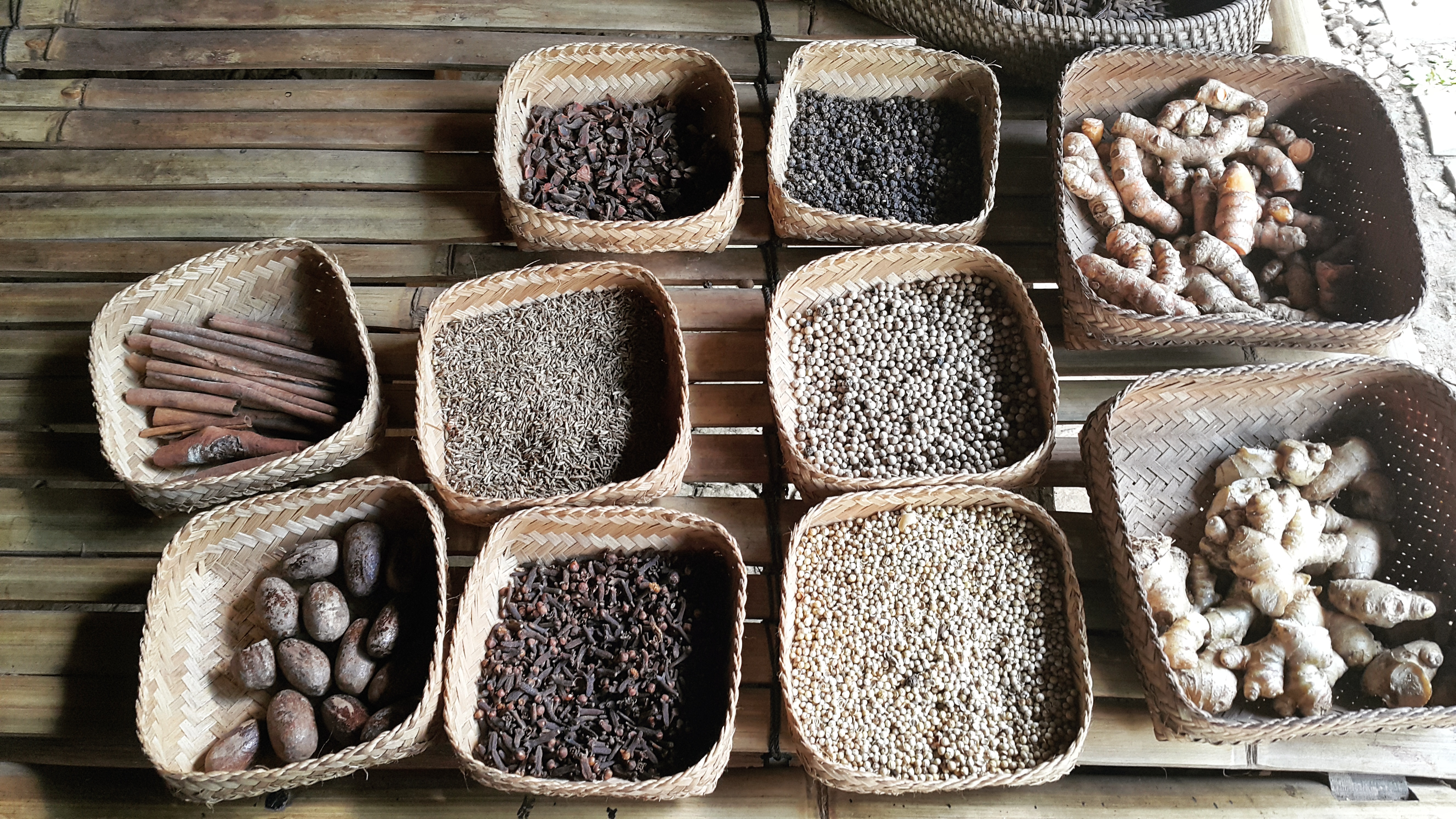
Indonesiska kryddor (bumbu) inklusive pepparkorn, kryddnejlika, kanel och muskot. Det berömda kryddhandeln på 1500-talet har fått europeiska köpmän att söka efter kryddor så långt bort som till den indonesiska övärlden.

Ambassadören för Nederländska Ostindiska Kompaniet, Rijklof van Goens, berättade för Sultan Agung, som var sultan för det javanesiska Mataramsultanatet på 1600-talet, att metoderna för behandling av kött (får, getter och buffel) var att man grillade eller stekte köttet. Till skillnad från européerna använde dock javaneserna kokosnötsolja istället för smör.
Kinesiska invandrare hade bosatt sig i den indonesiska övärlden redan under Majapahitrikets tid, på 1400-talet e.Kr., och de ökade i antal under den nederländska kolonialtiden. De kinesiska nybyggarna introducerade snabbstekningsteknik som krävde användning av kinesiska wok-pannor och små mängder matolja. De introducerade också en del nya kinesiska rätter - inklusive sojasås, som senare blev kecap manis (söt sojasås) med generös tillsats av palmsocker samt nudlar. Kineserna utvecklade också metoder för att göra tofu av sojabönor.  
Den indonesiska matlagningstraditionen har påverkats på olika sätt. Varje region har utvecklat sina speciella traditioner.